# Cordyline fruticosa
Cordyline fruticosa és una de les palmeres conegudes com a palmera de cabdell. No és una autèntica palmera sinó una planta dins al família de l'espàrrec (Asparagaceae).
És una planta llenyosa de fins a 4 m d'alt, les fulles fan de 30 a 60 cm de llargada. Fa inflorescències en forma de panícula i les flors són flairoses de groguenques a vermelloses i els fruits són baies.
És nativa del sud-est de l'Àsia tropical, Papua Nova Guinea, Melanèsia, nord-est d'Austràlia, l'Índic i parts de Polinèsia.No és nativa ni de Hawaii ni de Nova Zelanda però hi va ser introduïda pels polinesis.

## Cultiu i usos
El seu rizoma és comestible i és ric en midó dolç. En la majoria dels idiomes polinesis la planta i les seves arrels reben el nom de tī.
De les fulles se'n fan vestits. El hula hawaià està fet d'aquesta planta. En el ball de Tonga anomenat sisi, també s'utilitza.
En l'espiritualitat hawaiana es creia que aquesta planta tenia un gran poder.
Les arrels d'aquesta planta componien les planxes de surf tradicionals al Hawaii a principis de segle xx.

## Galeria

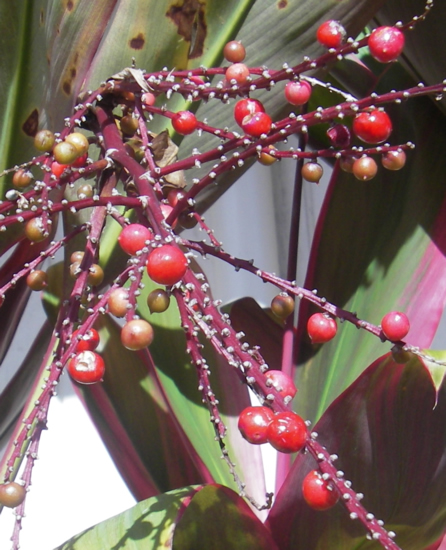
Baies